# Ahmar El Aïn
Ahmar El Aïn (în arabă أحمر العين) este o comună din provincia Tipaza, Algeria.
Populația comunei este de 29.566 de locuitori (2008).